# 卡普丹帕夏
卡普丹帕夏（奥斯曼土耳其语: قپودان پاشا‎, modern: Kaptan Paşa），或译为卡普坦帕夏，奥斯曼帝国海军的总司令。该职位也被称为“卡普丹德里亚”（奥斯曼语: قپودان دریا, modern: Kaptan-ı Derya，海洋舰长）。通常情况下，冬季驻守加拉达和盖利博卢，夏季则进行每年度的巡航。“卡普丹帕夏”这一头衔被证实是从1597年后开始使用的，之前舰队的总指挥被称为“德里亚贝伊”（Derya Bey，海洋贝伊）或“雷伊斯卡普丹”（Re'is Kapudan，总舰长）。
头衔“雷伊斯卡普丹”作为国家机构中的一个官衔于巴耶济德一世在位期间被授予的。征服君士坦丁堡之后，由于苏莱曼·巴尔塔奥卢贝伊在金角湾对抗拜占庭时做出了巨大的贡献，穆罕默德二世将其提拔为桑贾克贝伊。巴尔塔奥卢得到了盖利博卢桑贾克、加拉达卡扎和伊兹密特卡扎，盖利博卢是重要海军基地，加拉达是在征服热那亚殖民地之前，伊兹密特的木材海运有着丰厚税收。到巴巴罗萨·海雷丁帕夏继任的1535年，卡普丹帕夏的官阶被提升到贝勒贝伊、维齐尔的层次，领地也扩展到了群岛帕夏辖区和阿尔及尔帕夏辖区。海雷丁的继任者们继承了这些，但他们也曾见证卡普丹帕夏的官阶在几个世纪里被降到了两马尾维齐尔的层次。
卡普丹帕夏的官邸位于首都伊斯坦布尔金角湾皇家兵工厂的Divankhane，但他基本不呆在官邸，因为作为群岛帕夏辖区的省督，他每年都需要亲自巡视各省。卡普丹帕夏是奥斯曼等级制度中最具权力和威望的职务之一，17世纪旅行家爱维亚·瑟勒比曾称卡普丹帕夏每年的收入高达885,000银阿克切。卡普丹帕夏还通过出租爱琴海岛屿给佃户（iltizam）获得额外的收入，在十八、十九世纪，这一项收入可达300,000库鲁什。
该职位的全盛时期是在16世纪，当时优秀的继任者们将奥斯曼帝国的海军力量带上了最高峰，确保了在地中海的霸主地位。尽管理论上该职位应由海军上将（Kapudan-i Hümayn）或皇家兵工厂首长（Tersane Kethüdasi）担任，至少应该是罗得州的桑贾克贝伊来担任，但从17世纪初年开始，很多缺乏军事或海军经验的人被任命为卡普丹帕夏，这也标志着奥斯曼帝国海军衰落的开始。
作为坦志麦特改革的一部分，1848年群岛帕夏辖区被降级为罗得瓦利。卡普丹帕夏的官阶被保留了下来，但随后就仅仅是一个军职了。
在1867年3月13日该职位被撤销前，一共有过161名卡普丹帕夏，取而代之的是海军部长（Bahriye Nazırı）一职。1877年之后有变为了海军司令。